# Alpine Club of Canada

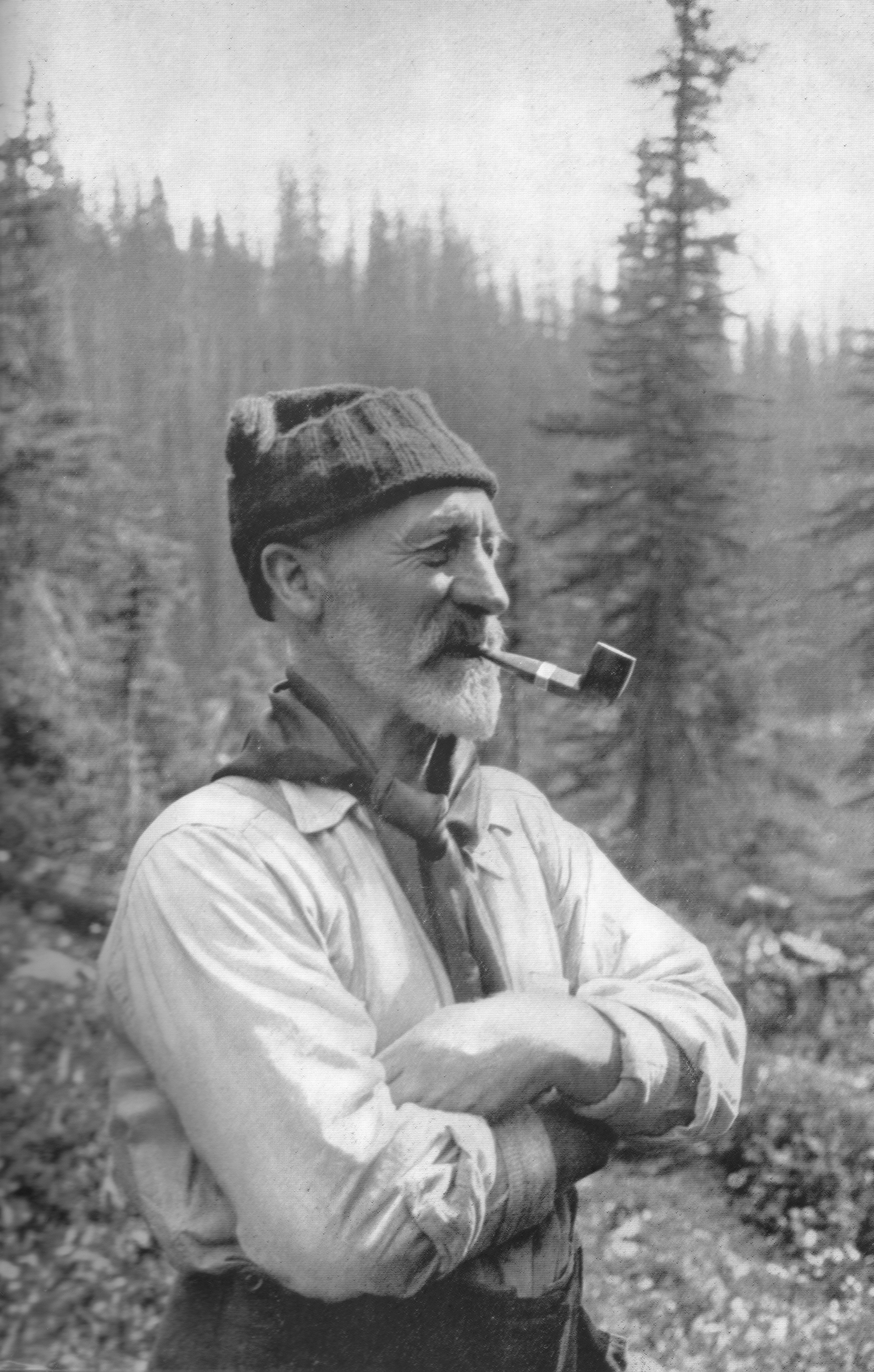
Arthur Oliver Wheeler (1860–1945), Gründer des ACC

Der Alpine Club of Canada (ACC) ist eine 1906 in Winnipeg gegründete alpine Vereinigung in Kanada. Im Gegensatz zum britischen Alpine Club waren beim kanadischen ACC von Anfang an Frauen als Mitglieder zugelassen. Heute hat der ACC etwa 16.000 Mitglieder und besteht aus 22 regionalen Sektionen, davon zwei französischsprachigen. Er ist in der internationalen Alpinistenvereinigung UIAA Mitglied, betreibt seit 1927 in den kanadischen Rocky Mountains 28 Schutzhütten und Biwakschachteln und ist Teilhaber am Canadian Alpine Centre in Lake Louise. Der Vereinssitz befindet sich seit 1980 in Canmore in der Provinz Alberta.

## Geschichte
Bestrebungen, einen nach britischem Vorbild geschaffenen Alpenclub auch in Kanada zu gründen, gab es bereits im 19. Jahrhundert. Die treibende Kraft war der kanadische Landvermesser Arthur Oliver Wheeler (1860–1945), der das Angebot des American Alpine Club, in Kanada zunächst einen Ableger zu gründen, annahm. Mit Hilfe des Journalisten und Bergsteigers John Wesley Dafoe (1866–1944) von der Manitoba Free Press gelang es die Idee eines eigenen kanadischen Alpenvereins populär zu machen. Weitere Unterstützung erhielt Wheeler 1905 von der Journalistin Elizabeth Parker (1856–1944), die zahlreiche Artikel zu dem Thema verfasste. Auf der Gründungsveranstaltung wurde Wheeler zum Vorsitzenden gewählt und Parker zur ersten Sekretärin.
Mike Mortimer war 1994 bis 2001 Präsident des ACC sowie von 2006 bis 2011 UIAA-Präsident. Peter Muir war von 2010 bis 2015 Präsident des ACC und ist seit 2020 UIAA-Präsident.

## Präsidenten
Eine chronologische Übersicht der Präsidenten des ACCs:
| Amtszeit  | Präsident             |
| --------- | --------------------- |
| 1906–     | Arthur Oliver Wheeler |
| –         | –                     |
| 1941–1947 | Eric C. Brooks        |
| –         | –                     |
| 1975–1976 | Donald J. Forest      |
| –         | –                     |
| 1994–2001 | Mike Mortimer         |
| –         | –                     |
| 2010–2015 | Peter Muir            |
| –         | –                     |

## A. O. Wheeler-Legacy-Award
Preisträger des A. O. Wheeler-Legacy-Awards:

| Seit | Preisträger      |
| ---- | ---------------- |
| 1995 | F. C. Bell       |
| 1995 | Eric C. Brooks   |
| 1995 | David R. Fisher  |
| 1995 | Donald J. Forest |
| 1995 | Robin V. Hind    |
| 1995 | Eric Lomas       |

| Seit | Preisträger      |
| ---- | ---------------- |
| 1995 | Ronald Matthews  |
| 1995 | Phyllis Munday   |
| 1995 | George Stefanick |
| 1995 | John Tewnion     |
| 1996 | Beverley Bendell |
| 1996 | Peter Fuhrmann   |

| Seit | Preisträger      |
| ---- | ---------------- |
| 1997 | Louise Guy       |
| 1997 | Richard Guy      |
| 1997 | Ken Hewitt       |
| 2001 | Heather Mortimer |
| 2001 | Mike Mortimer    |
| 2006 | David Toole      |

| Seit | Preisträger    |
| ---- | -------------- |
| 2010 | David Dornian  |
| 2013 | Carl Hannigan  |
| 2015 | Peter Muir     |
| 2016 | Ruthie Oltmann |

## Publikation
Der Alpine Club of Canada bringt das seit 1907 jährlich im Juli erscheinende Canadian Alpine Journal heraus, 2011 kam der 94. Band heraus.